# Wendy Larner
Wendy Larner, née le 2 mars 1963, est une géographe féministe néo-zélandaise. Elle étudie de manière interdisciplinaire en sciences sociales la mondialisation, la gouvernance et le genre. Depuis 2015 elle est provost à l'université Victoria de Wellington en Nouvelle-Zélande. En juillet 2018, elle devient présidente de la Société royale de Nouvelle-Zélande, succédant à Richard Bedford (en).

## Carrière
Après des études supérieures en Nouvelle-Zélande, Wendy Larner passe son doctorat de philosophie en tant que boursière canadienne du Commonwealth à l'université Carleton. Elle est ensuite professeure de géographie humaine et de sociologie à l'université d'Auckland pendant sept ans puis à l'université de Bristol durant dix ans. En 2015 elle devient provost à l'université Victoria de Wellington. Son mandat est notamment marqué par une attention particulière portée aux jeunes chercheurs et à l'accès des femmes au monde de la recherche tout au long de leur carrière.

## Travaux
Son travail a contribué à la compréhension du néolibéralisme et de la gouvernance post-welfariste, en y apportant des éléments théoriques féministes, post-structuralistes et de l'économie politique,. Ces recherches sur les changements sociétaux, et son attention portée aux jeunes chercheurs, notamment aux femmes et aux personnes issues de minorités, lui ont valu la médaille Victoria en 2018,,.

## Récompenses
Wendy Larner est membre honoraire de la Société royale de Nouvelle-Zélande depuis 2009 puis fellow en 2016. Elle est membre de l'Academy of Social Sciences (en) au Royaume-Uni  et chercheuse invitée dans plusieurs universités en Allemagne, aux États-Unis et au Royaume-Uni. Elle reçoit une bourse Fulbright senior pour encourager ses travaux.
En 2017, Wendy Larner est sélectionnée comme l'une des « 150 femmes en 150 mots » de la Société royale de Nouvelle-Zélande, liste célébrant les contributions des femmes à la connaissance en Nouvelle-Zélande.
En 2018 elle reçoit la médaille Victoria de la Royal Geographical Society. La même année, elle reçoit le prix Innovation et science des prix New Zealand Women of Influence Awards (en).

## Principales publications
- (en) Noel Castree, Paul Chatterton, Nik Heynen, Wendy Larner et Melissa W. Wright, « Introduction: The Point is to Change it », dans The Point is to Change it: Geographies of Hope and Survival in an Age of Crisis, 16 mai 2012 (DOI 10.1002/9781444397352.ch,), p. 1-9
- (en) Wendy Larner, « Neo-liberalismi Policy, Ideology, Governmentality », Studies in Political Economy, Taylor & Francis, vol. 63, no 1,‎ janvier 2000, p. 5-25 (ISSN 0707-8552 et 1918-7033, OCLC 61124207, DOI 10.1080/19187033.2000.11675231).
- (en) Richard G. Kyle, Christine Milligan, Robin A. Kearns, Wendy Larner, Nicholas R. Fyfe et Liz Bondi, « The Tertiary Turn: Locating “The Academy” in Autobiographical Accounts of Activism in Manchester, UK and Auckland, Aotearoa New Zealand », Antipode, Wiley-Blackwell, vol. 43, no 4,‎ 30 novembre 2010, p. 1181-1214 (ISSN 0066-4812 et 1467-8330, OCLC 39738266, DOI 10.1111/J.1467-8330.2010.00820.X).